# Llista cremallera
Una llista cremallera és una llista electoral en què homes i dones ocupen llocs alterns (els homes ocupen els llocs imparells i les dones els parells, o a l'inrevés). Així, s'assegura que homes i dones de la llista tindran una representació del 50% o en cas que el nombre de candidats escollits sigui imparell serà el més semblant possible al 50%.
La paritat, entesa com un repartiment en què cap gènere tindrà una representació superior al 60% ni inferior al 40% en trams de 5 persones, és obligatòria a les llistes electorals espanyoles des de 2007, quan la va instaurar la Llei orgànica 3/2007, de 22 de març, per a la igualtat efectiva de dones i homes.
Al Regne d'Espanya, l'any 2019 el PSOE i Unides Podem van proposar l'obligatorietat de fer llistes cremallera per concórrer a eleccions.